# IJzeren Pagode

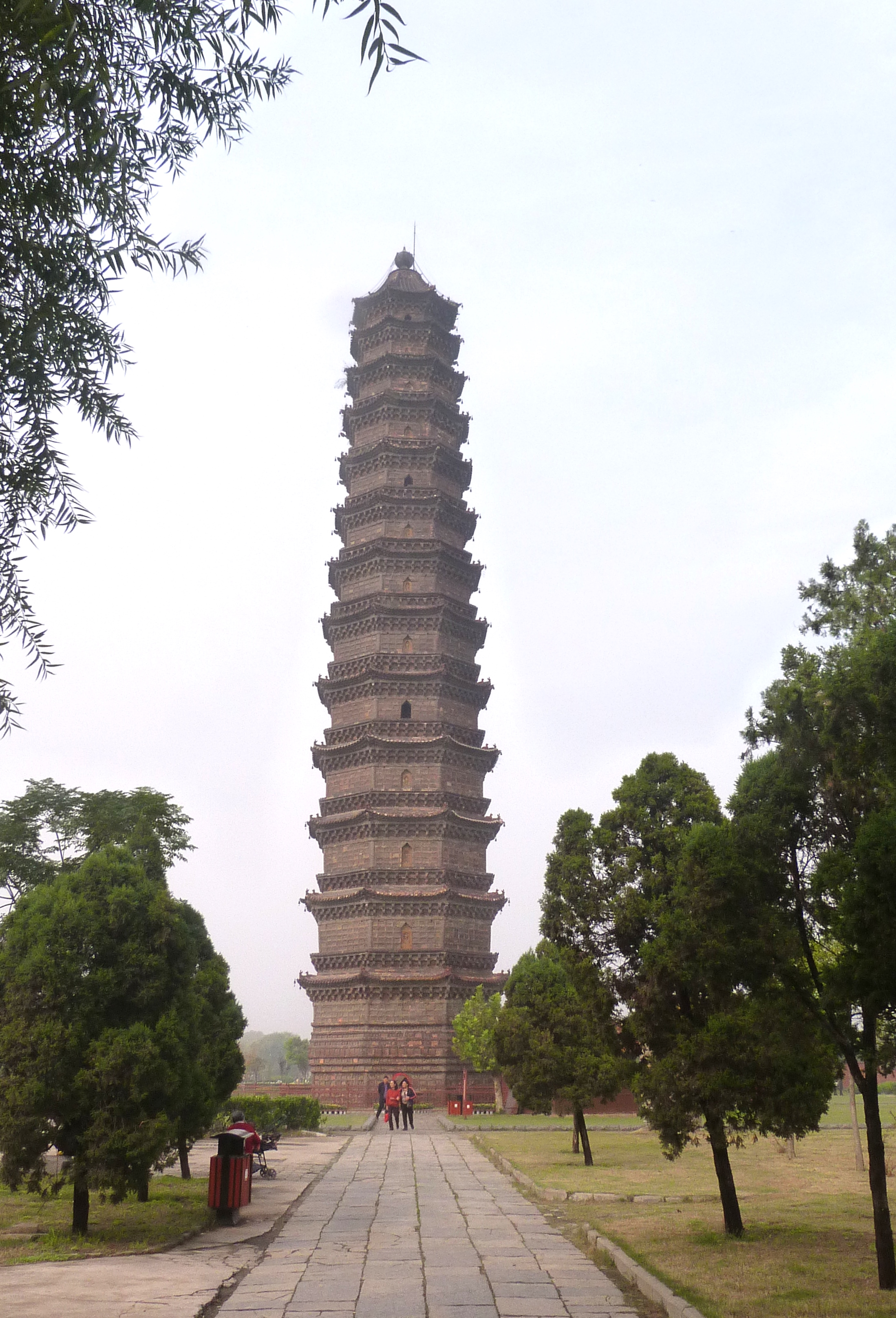
De IJzeren Pagode in Kaifeng (China), met gelede dougong en windklokken onder de dakrand

De IJzeren Pagode (铁塔) is een boeddhistische Chinese pagode uit 1049 die deel uitmaakt van het Youguo-tempelcomplex (佑 国寺) in de Chinese stad Kaifeng. Samen met de Liuhe-, Lingxiao-, Liaodi-, Pizhi- en Beisi-pagodes wordt de IJzeren Pagode gezien als een meesterwerk van de architectuur uit de Song-dynastie (960-1279).
De IJzeren Pagode wordt niet zo genoemd omdat hij van ijzer is gemaakt, maar omdat de kleur ervan op die van ijzer lijkt. Het is een bakstenen pagodetoren die op dezelfde locatie is gebouwd als een eerdere houten pagode die in 1044 na een brand als gevolg van blikseminslag verloren ging. 